# Krzysztof Gembicki
Krzysztof Gembicki herbu Nałęcz (zm. 1659) – kasztelan gnieźnieński.

## Rodzina
Najmłodszy syn Jana (zm. 1602), podczaszego poznańskiego i Katarzyny Cieleckiej. Brat Piotra – biskupa krakowskiego i kanclerza wielkiego koronnego, Andrzeja (zm. 1654) – biskupa łuckiego, Jana – biskupa chełmińskiego, płockiego i kujawskiego, Stefana (zm. 1653) – kasztelana rogozińskiego i wojewody łęczyckiego, Bonawentury (zwanego Dobrogostem) – podczaszego poznańskiego i Zofii, późniejszej żony Stanisława Przyborowskiego, kasztelana rogozińskiego.
Dwukrotnie żonaty. Pierwsza żona Barbara Strzelecka nie pozostawiła potomstwa, druga Krystyna Sapieha, córka Jana Piotra Sapiehy, rotmistrza królewskiego i wdowa po Stanisławie Radziejowskim, wojewodzie łęczyckim miała syna Andrzeja (zm. 1687), łowczego nadwornego koronnego i podkomorzego poznańskiego. 

## Pełnione urzędy
Krzysztof Gembicki był dworzaninem królewskim od 1618 roku. Poseł województw poznańskiego i kaliskiego na sejm warszawski 1626 roku. W roku 1634 został burgrabią krakowskim i podczaszym poznańskim. Od roku 1636 pełnił obowiązki podstolego koronnego, następnie stolnika koronnego 1638. W latach 1645–1647 był krajczym koronnym. Od 1653 do śmierci pełnił urząd kasztelana gnieźnieńskiego oraz poznańskiego (1653). Piastował też stanowisko wojewody inowrocławskiego 1659.
Będąc starostą gnieźnieńskim, opinogórskim, kokenhauskim, nowodworskim, stawiszyńskim (od 1623) i zygwulskim posiadał liczne dobra majątkowe:Łabiszyn, nabyty od Opalińskich w 1649 roku, Kalinowiec, Stanomin, Gawronki i Szyce.
Towarzyszył królowi Władysławowi IV Wazie w wyprawie do wód Baden. Podpisał pacta conventa Jana II Kazimierza Wazy w 1648 roku. Posłował do Siedmiogrodu i Wołochów, aby odwieść władców tych ziem od przymierza z Kozakami i Szwedami. W 1654 pożyczył znaczną sumę pieniędzy królowi Janowi Kazimierzowi, biorąc w zastaw starostwo nowodworskie.